# جيني فينش
جيني فينش (بالإنجليزية: Jennie Finch)‏ هي لاعبة كرة لينة أمريكية، ولدت في 3 سبتمبر 1980 في لا ميرادا في الولايات المتحدة.

## وصلات خارجية
- الموقع الرسمي
- جيني فينش على موقع اللجنة الأولمبية الدولية (الإنجليزية)
- جيني فينش على موقع أوليمبيديا (الإنجليزية)
- جيني فينش على موقع اللجنة الأولمبية والبارالمبية الأمريكية (الإنجليزية)
- جيني فينش على موقع IMDb (الإنجليزية)
- جيني فينش على موقع أول موفي (الإنجليزية)
- جيني فينش على موقع قاعدة بيانات الفيلم (الإنجليزية)
- جيني فينش على موقع كينوبويسك (الروسية)